# (9986) Hirokun
(9986) Hirokun est un astéroïde de la ceinture principale.

## Description
(9986) Hirokun est un astéroïde de la ceinture principale. Il fut découvert le 12 juillet 1996 à Nachikatsuura par Yoshisada Shimizu et Takeshi Urata. Il présente une orbite caractérisée par un demi-grand axe de 2,57 UA, une excentricité de 0,06 et une inclinaison de 14,0° par rapport à l'écliptique.

## Compléments